# هاري لوت
هاري لوت (بالإنجليزية: Harry Lott)‏ هو مجدف أمريكي، ولد في 13 يناير 1880 في فيلادلفيا في الولايات المتحدة، وتوفي في 5 فبراير 1949 في ليك وورث في الولايات المتحدة.

## وصلات خارجية
- هاري لوت على موقع الاتحاد الدولي للتجديف (الإنجليزية)
- هاري لوت على موقع اللجنة الأولمبية الدولية (الإنجليزية)
- هاري لوت على موقع أوليمبيديا (الإنجليزية)